# Sarah Barlondo
 (janvier 2024).
Si vous disposez d'ouvrages ou d'articles de référence ou si vous connaissez des sites web de qualité traitant du thème abordé ici, merci de compléter l'article en donnant les références utiles à sa vérifiabilité et en les liant à la section « Notes et références ».
Sarah Barlondo, née à Sète le 25 octobre 1987, est une actrice, animatrice de télévision et mannequin franco-anglaise.
Elle est connue pour avoir joué dans Wonder Woman 1984 et pour ses rôles principaux dans les séries de télévision mexicaines produites par Televisa. C'est aussi une des seules Françaises ayant réussi la performance de jouer dans les télénovelas mexicaines.

## Biographie

### Enfance et formation
Élevée dans le sud de la France, formée à Mexico, à Paris et à New York, Sarah est une actrice de télévision, de cinéma et de théâtre de formation professionnelle. Après des études d'architecture à Parsons, Architectural Association et Central Saint Martins d'où elle sort diplômée en 2018, elle poursuit sa carrière de comédienne internationale.
Sarah Barlondo est polyglotte. Elle parle français, anglais, espagnol et portugais.

### Carrière
Reconnue pour son multilinguisme et sa polyvalence, Sarah a perfectionné son savoir-faire au Cours Florent à Paris, au Centro de Educación Artística Televisa à Mexico et au Lee Strasberg Theatre and Film Institute à New York, avant d' apparaître dans plusieurs longs métrages français (dont La Guerre des miss de Patrice Leconte), et les séries produites par Televisa Mexico  La force du destin (La fuerza del destino) aux côtés de David Zepeda et Pedro Armendáriz, Ni contigo ni sin ti  et Esperanza del Corazón. En 2011, Sarah Barlondo obtient son premier rôle principal dans Un Refugio para el Amor avec le personnage d'Aranza. Elle joue aux côtés de Gabriel Soto, Zuria Vega, et Laura Flores. Elle a aussi réalisé plusieurs courts-métrages après ses études de réalisation. Après plusieurs rôles principaux au théâtre en français et en espagnol, Sarah obtient son premier rôle en anglais : le rôle principal dans la pièce d'Isaac Chocrón OK dirigée par Alfonso Rey qui a lieu lors du festival des arts vénézuéliens de New York en 2013.
En dehors de son travail d'actrice et de mannequin, Sarah est une architecte légale primée. Elle a poursuivi sa passion pour l'architecture et le design humanitaire en terminant ses études à Parsons à New York, puis à l'Architectural Association et à Central St Martins à Londres, obtenant son diplôme avec mention et remportant le prix Design for Peace. Adolescente, Sarah était joueuse de tennis professionnelle sur le circuit ITF et de la WTA.
En 2018, elle obtient un rôle dans la saga Wonder Woman 1984, sortie en 2020.

## Filmographie

### Cinéma
- 2008 : La Guerre des miss de Patrice Leconte : Miss 1995
- 2020 : Wonder Woman 1984 de Patty Jenkins

### Télévision
- 2011 : La Force du Destin (La fuerza del destino) : Jenny
- 2011 : Ni contigo ni sin ti : Sara
- 2011 : Esperanza del corazón : Constanza
- 2012 : Un refugio para el amor (45 épisodes) : Aranza

## Théâtre
- Angela : O.K, écrite par Isaac Chocrón, dirigée par Alfonso Rey au théâtre Marilyn Monroe de la ville de New York
- Lady Macbeth : Macbeth, New York
- Tatiana, Amor en Crimea, écrite par Sławomir Mrożek
- Rosa, El viaje superficial, Jorge Ibargüengoitia